# Change.org
Change.org é um site de petições operado por Change.org, PBC, uma corporação de benefício organizado pela Lei Geral das Sociedades de Delaware e corporação com certificado B. Tem mais de 400 milhões de usuários e hospeda campanhas patrocinadas para organizações. A empresa está sediada em San Francisco, Califórnia. O site serve para facilitar petições do público em geral.